# Bobby Eoe
Bobby Eoe – nauruański polityk.
Wielokrotny członek parlamentu nauruańskiego (w latach 70. i 80. XX wieku). Reprezentował okręg wyborczy Meneng.